# Tajemství mumie
Tajemství mumie (v originále Les Aventures extraordinaires d'Adèle Blanc-Sec) je francouzský dobrodružný film z roku 2010, který režíroval Luc Besson podle vlastního scénáře. Jde o filmovou adaptaci stejnojmenného komiksu od Jacquese Tardiho. Snímek měl světovou premiéru na mezinárodním festivalu fantastických filmů v Bruselu dne 9. dubna 2010.

## Děj
V roce 1911 se vylíhlo mládě pterodaktyla ze 135 miliónů let starého vejce, uchovávaného ve vitríně v Jardin des plantes. Tvor se vznesl k nebi a začal šířit hrůzu v Paříži. Mladá spisovatelka detektivních románů Adèle Blanc-Sec vede vyšetřování, které ji zavede do Egypta. Mladá žena chce udělat vše pro to, aby pomohla své sestře, která leží po nehodě v kómatu. K tomu se snaží vzkřísit mumifikovaného doktora faraonů.

## Obsazení
| Louise Bourgoinová         | Adèle Blanc-Sec                                       |
| Philippe Nahon             | profesor Ménard, vědec v jardin des plantes           |
| Gilles Lellouche           | inspektor Léonce Caponi                               |
| Nicolas Giraud             | Andrzej Zborowski, mladý asistent profesora Ménarda   |
| Jean-Paul Rouve            | Justin de Saint-Hubert, profesionální lovec na safari |
| Mathieu Amalric            | Dieuleveult, egyptolog                                |
| Jacky Nercessian           | Marie-Joseph Espérandieu, egyptolog                   |
| Laure de Clermont-Tonnerre | Agathe Blanc-Sec, sestra Adèle                        |
| Gérard Chaillou            | prezident Armand Fallières                            |
| Frédérique Belová          | měšťanka                                              |
| Isabelle Caro              | mumie Nocibis                                         |
| Bernard Lanneau            | vypravěč                                              |
| Moussa Maaskri             | Akbar                                                 |
| Serge Bagdassarian         | Choupard                                              |
| Claire Pérot               | tanečnice Nini                                        |
| François Chattot           | Pointrenaud                                           |
| Youssef Hajdi              | Aziz                                                  |
| Guillaume Briat            | křikloun u porte Saint-Denis                          |
| Swann Arlaud               | křikloun před Elysejským palácem                      |
| Jean-Louis Barcelona       | Louis                                                 |
| Philippe Girard            | Cheval                                                |
| Éric Naggar                | Adèlin vydavatel                                      |
| Manu Layotte               | vrátný                                                |
| Monique Mauclair           | Miranda                                               |
| Roland Marchisio           | belgický policista                                    |
| Régis Royer                | mumie Patmosis                                        |
| Matila Malliarakis         | mumie Semothep                                        |
| Stanislas de la Tousche    | řidič Pointrenaud                                     |
| Christian Erickson         | mumie Ramsese II.                                     |

## Ocenění
- César: nejlepší výprava (Hugues Tissandier); nominace v kategorii nejlepší kostýmy (Olivier Bériot)
- Fantasporto: Cena diváků za nejlepší celovečerní film (Luc Besson)
- Festival Bande et Ciné - Festival d'adaptation de bandes dessinées à l'écran: nominace na nejlepší film
- Rendez-vous with French Cinema v Londýně a Edinburghu: nominace na nejlepší celovečerní film